# 断面二次モーメント
断面二次モーメント（だんめんにじモーメント、英語: moment of inertia of area）とは、曲げモーメントに対するはり部材の変形のしにくさを表した量であり、慣性モーメント同様に I で表される。物体の断面を変えると、断面二次モーメントの値も変化するので、構造物の耐久性を向上させる上で、設計上の指標として用いられる。
一例として、鉄骨構造で最も多用されるH型鋼は、H字の縦棒に相当するフランジ部分に断面を集中させることによって断面二次モーメントを向上させている。

## 定義
断面を含む平面にx 軸、y 軸があるとする。 x 軸に関する断面二次モーメント Ix は、断面の微小面積要素 dA と、微小要素の x 軸からの距離 y を用いて以下のように書ける。
{\displaystyle I_{x}=\int _{A}y^{2}\mathrm {d} A}
同様に、 y 軸に関する断面二次モーメント Iy は以下のように書ける。
{\displaystyle I_{y}=\int _{A}x^{2}\mathrm {d} A}
図心を通る X 軸に関する断面二次モーメント IX と、 X 軸から距離 b だけ移動した x 軸に関する断面二次モーメント Ix の関係は、図形の断面積 A を用いると以下のようになる（平行軸の定理）
{\displaystyle I_{x}=I_{X}+b^{2}A}
図心を通る軸から断面の最も離れた点までの距離で、図心を通る断面二次モーメント Ix を割った値を断面係数と呼び、はりに生じる最大曲げ応力を計算する際に用いる。

## 断面二次極モーメント
断面二次極モーメント（polar moment of inertia of area）は、原点から微小面積 dA までの距離を r として以下のように書ける。
{\displaystyle I_{\mathrm {p} }=\int _{A}r^{2}\mathrm {d} A}
ここで、同じ原点からの x 軸、 y 軸に関する断面二次モーメント Ix 、 Iy を用いると次の式が成り立つ。
{\displaystyle I_{\mathrm {p} }=I_{x}+I_{y}}
断面二次極モーメントは丸棒のねじりを計算する際などに用いられる。横弾性係数G と断面二次極モーメントの積はねじり剛性と呼ばれ、ねじり剛性GIp の丸棒にトルクT を加えると、部材長さlの丸棒のねじれ角θは
{\displaystyle \theta ={\frac {Tl}{GI_{\mathrm {p} }}}}
で与えられる。
次式で与えられるZp を極断面係数といい、断面に生じるせん断応力の最大値τmax を求める際に用いられる。
{\displaystyle Z_{\mathrm {p} }:={\frac {I_{\mathrm {p} }}{d/2}}}
{\displaystyle \tau _{\mathrm {max} }={\frac {T}{Z_{\mathrm {p} }}}}
ここでd は直径である。
例として、直径d の中実丸棒の断面二次極モーメントIp と極断面係数Zp は以下となる。
{\displaystyle I_{\mathrm {p} }={\frac {\pi d^{4}}{32}}}
{\displaystyle Z_{\mathrm {p} }={\frac {\pi d^{3}}{16}}}